# Chaumont-sur-Tharonne
Chaumont-sur-Tharonne là một xã thuộc tỉnh Loir-et-Cher trong vùng Centre-Val de Loire miền trung nước Pháp.